# Hinnerup
Hinnerup est une ville du Jutland au Danemark, située au nord-ouest d'Aarhus dans la commune de Favrskov.
Sa population était de 8 164 habitants au 1er janvier 2022.